# Phyllanthus raynalii
Espèce
Phyllanthus raynalii est une espèce de plantes à fleurs de la famille des Phyllanthaceae. Elle a été décrite en 1985 par Jean F. Brunel et Jean Roux dans Willdenowia n°14, qui l'ont dédiée à Jean Raynal, botaniste français « prématurément disparu de la scène botanique internationale ».